# Schweizer Filmpreis 2021
Die 24. Verleihung der Schweizer Filmpreise fand am 26. März 2021 statt. Ausgezeichnet wurde Filme des Jahres 2020. Die Nominationen wurden aufgrund der COVID-19-Pandemie auf digitalem Weg von Big Zis im Rahmen der online stattfindenden Solothurner Filmtage bekanntgegeben. Die meisten Nominierungen, in sechs Kategorien, erhielt der Film Schwesterlein, gefolgt von Platzspitzbaby mit fünf Nominationen.
Für den Schweizer Filmpreis 2021 waren insgesamt 120 Filme zugelassen, die Filme wurden von rund 450 Mitgliedern der Schweizer Filmakademie gesichtet und beurteilt. Nicht verliehen wird die Kategorie Bester Hauptdarsteller. Laut Bundesamt für Kultur habe die pandemiebedingt reduzierte Anzahl der eingereichten Filme das Erstellen einer regelkonformen Kandidatenliste in dieser Kategorie verunmöglicht. Neu eingeführt wurde die Kategorie Bester Ton.
Das Eidgenössische Departement des Innern wählte eine fünfköpfige Kommission aus den Mitgliedern der Schweizer Filmakademie, diese sprachen die Nominationen basierend auf den Empfehlungen der Akademiemitglieder aus. Jurypräsident war Ivo Kummer, die Nominierungskommission setzte sich aus Akademiemitgliedern Filippo Demarchi, Aline Schmid, Anita Hugi, Katrin Renz und Vincent Adatte zusammen.
| Film                              | Nominierungen | Auszeichnungen |
| --------------------------------- | ------------- | -------------- |
| Schwesterlein                     | 6             | 5              |
| Platzspitzbaby                    | 5             | 1              |
| Mare                              | 3             | 0              |
| 5 nouvelles du cerveau            | 2             | 0              |
| Atlas                             | 2             | 0              |
| Spagat                            | 2             | 0              |
| Nemesis                           | 2             | 1              |
| Not Me – A Journey with Not Vital | 2             | 0              |

## Preisträger und Nominierte

### Bester Spielfilm
- Stéphanie Chuat und Véronique Reymond für Schwesterlein
  - Niccolò Castelli für Atlas
  - Andrea Štaka für Mare
  - Pierre Monnard für Platzspitzbaby
  - Bettina Oberli für Wanda, mein Wunder

### Bester Dokumentarfilm
- Milo Rau für Das neue Evangelium
  - Jean-Stéphane Bron für 5 nouvelles du cerveau
  - Michele Pennetta für Il mio corpo
  - Thomas Imbach für Nemesis
  - Susanne Regina Meures für Saudi Runaway

### Bester Kurzfilm
- Güzin Kar für Deine Strasse
  - Roman Hodel für Das Spiel
  - Elene Naveriani für Red Ants Bite
  - Tristan Aymon für Trou noir
  - Jean-Guillaume Sonnier für Tuffo

### Bester Animationsfilm
- Georges Schwizgebel für Darwin’s Notebook
  - Simone Giampaolo für Only a Child
  - Samuel Patthey und Silvain Monney für Écorce

### Bestes Drehbuch
- Stéphanie Chuat und Véronique Reymond für Schwesterlein
  - Andrea Štaka für Mare
  - André Küttel für Platzspitzbaby

### Beste Darstellerin
- Sarah Spale in Platzspitzbaby
  - Luna Mwezi in Platzspitzbaby
  - Rachel Braunschweig in Spagat

### Bester Darsteller
- nicht vergeben[4]

### Beste Nebenrolle
- Marthe Keller in Schwesterlein
  - Dimitri Stapfer in Beyto
  - Masha Demiri in Spagat

### Beste Filmmusik
- Alice Schmid für Burning Memories
  - Christian Garcia-Gaucher für 5 nouvelles du cerveau
  - Marcel Vaid für Not Me – A Journey with Not Vital

### Beste Kamera
- Filip Zumbrunn für Schwesterlein
  - Pietro Zuercher für Atlas
  - Benny Jaberg für Not Me – A Journey with Not Vital

### Beste Montage
- Myriam Rachmuth für Schwesterlein
  - Karine Sudan für Citoyen Nobel
  - Sophie Blöchlinger für Platzspitzbaby

### Bester Ton
- Peter Bräker für Nemesis
  - Benoît Barraud und Peter Bräker für Mare
  - Patrick Storck, Gina Keller und Jacques Kieffer für Schwesterlein

### Bester Abschlussfilm
- Thaïs Odermatt für Amazonen einer Grossstadt
  - Agnese Làposi für Alma Nell Branco
  - Jelena Vujović für Bićemo Najbolji

### Spezialpreis der Akademie
- Kostümbildnerin Linda Harper für ihren Beitrag zu den Filmen Von Fischen und Menschen, Platzspitzbaby und Spagat

### Ehrenpreis
- Liselotte Pulver[5]